# کروسیبل (پنسیلوانیا)
کروسیبل (به انگلیسی: Crucible) یک منطقهٔ مسکونی در ایالات متحده آمریکا است که در شهرستان گرین، پنسیلوانیا واقع شده‌است. کروسیبل ۳٫۲۸ کیلومتر مربع مساحت و ۷۲۵ نفر جمعیت دارد و ۳۲۷٫۹۷ متر بالاتر از سطح دریا واقع شده‌است.